# Ėduard Limonov
Ėduard Limonov (in russo Эдуард Лимонов?), pseudonimo di Ėduard Veniaminovič Savenko (in russo Эдуард Вениаминович Савенко?; Dzeržinsk, 22 febbraio 1943 – Mosca, 17 marzo 2020), è stato uno scrittore e politico russo.
Poeta, autore di romanzi auto-biografici che hanno riscosso successo in Francia, Russia e altri Paesi, guerrigliero nella guerra civile jugoslava al fianco dei serbi, fondatore con Aleksandr Dugin e leader del Partito Nazional Bolscevico (NBP, successivamente messo al bando), in vita si è descritto come un nazionalista moderato, socialista "della linea dura" e attivista dei diritti costituzionali.
Come avversario politico di Vladimir Putin ma anche dei neocomunisti e alleato dell'ex campione mondiale di scacchi e attivista liberale Garri Kasparov, Limonov è stato uno dei leader del blocco politico L'Altra Russia e fondatore del partito omonimo, erede legale del NBP.
Lo pseudonimo deriva dal vocabolo russo лимон (traslitterazione: limon, limone) ed è correlato a лимонка (limonka, espressione gergale per la bomba a mano, che compare sullo stemma del partito L'Altra Russia), e gli venne dato dagli amici artisti per il suo stile corrosivo, a tratti esplosivo. La sua vita ha ispirato la biografia romanzata scritta da Emmanuel Carrère nel 2011, intitolata appunto Limonov. Ha fondato il quotidiano nazionalbolscevico Limonka.

## Biografia
Nasce a Dzeržinsk, una città industriale sul fiume Oka, vicino a Nižnij Novgorod (Gor'kij in epoca sovietica). Nei primi anni della sua vita, la sua famiglia si trasferisce a Charkiv, nella RSS Ucraina dove è cresciuto. Suo padre era un giovane ufficiale della NKVD. Passa un'adolescenza turbolenta nelle periferie di Charkiv, frequenta bande di strada restando coinvolto in piccoli reati che non gli costano il carcere grazie all'influenza di suo padre. In questo periodo Limonov cominciò a scrivere i primi versi e ad adottare il suo nom de plume nell'uso letterario.
Limonov si trasferisce a Mosca nel 1967. Durante il periodo di Mosca svolge i più svariati lavori, ma entra in contatto con gli ambienti letterari della città e riesce a vendere i suoi primi volumi pubblicati a sue spese. Dopo aver raggiunto un certo grado di notorietà lui e la sua compagna Elena Ščapova lasciano l'Unione Sovietica nel 1974 per stabilirsi a New York. Qui lavora per un giornale in lingua russa come correttore di bozze e occasionalmente intervista emigranti sovietici. A New York frequenta circoli punk e avant-garde, gruppi trotskisti e filo-cubani come Socialist Workers Party, conosce la musica di Lou Reed e comincia a scrivere il suo primo romanzo, Ėto ja — Ėdička, che uscirà nel 1979 col titolo di Ja, Ėdička ("Io, Ėdička", diminutivo russo di Ėduard), in inglese It's me, Eddie. In Italia verrà pubblicato nel 1985 col titolo Il poeta russo preferisce i grandi negri, poi anche in inglese sarà noto come The Russian Poet Prefers Big Blacks e in francese Le poète russe préfère les grands nègres, allusione alle esperienze omosessuali avute con giovani afroamericani, nel periodo in cui viveva come un senzatetto.
Nel 1982 si separa dalla moglie e si trasferisce a Parigi con la modella, cantante e scrittrice Natalija Medvedeva, che sposa l'anno successivo. Qui collabora con vari giornali: da L'Humanité, organo ufficiale del Partito Comunista Francese, al nazionalista Le Choc du mois, ma in particolare con L'Idiot international ha alimentato la sua reputazione di "rosso-bruno" (fascio-comunista) o nazional-bolscevico (nazbol). Essendo apolide dal 1974, poiché privato della cittadinanza sovietica, poi restituita nel 1991 e diventata cittadinanza russa nel 1992, nonché residente in Francia da un certo numero di anni, nel 1987 ottenne la cittadinanza francese (revocata nel 2011).
Alla caduta dell'URSS nel 1991, Limonov torna in Russia, dove si è soprattutto dedicato alla politica. Ha fondato un giornale chiamato Limonka e un partito politico, il Partito Nazional Bolscevico insieme al politologo Aleksandr Gel'evič Dugin, il quale però ne è successivamente uscito. Tra il 2001 e il 2003 sconta due anni di prigione con l'accusa di cospirazione.
La sua ultima moglie è stata nel 2006 l'attrice Ekaterina Volkova, da cui ha avuto due figli. Limonov ha avuto quattro mogli ed era dichiaratamente bisessuale e "libertino".
Un video pornografico diffuso nel 2010 che mostra Limonov, Viktor Šenderovič, Aleksandr Potkin mentre hanno rapporti sessuali con una donna, è stato descritto da Šenderovič come una cosiddetta "trappola al miele" ordita dai servizi del governo russo contro Limonov per colpire l'opposizione a Putin.
Limonov ha affermato di essere credente ma di non riconoscersi in nessuna organizzazione religiosa o chiesa.
Negli anni 2000 è stato uno dei leader della coalizione di forze di opposizione de L'Altra Russia. Il 14 aprile 2007, Limonov è stato nuovamente arrestato dopo una manifestazione antigovernativa a Mosca e ancora il 31 gennaio 2009.
Tuttavia, ha sostenuto la politica estera di Putin a seguito dei disordini del 2014 in Ucraina. Favorevole all'annessione della Crimea da parte della Federazione Russa, della Repubblica Popolare di Donetsk e della Repubblica Popolare di Lugansk, non riconosciute, ha incoraggiato i russi a prendere parte alla guerra russo-ucraina a fianco della Russia. L'Altra Russia creò anche una milizia chiamata "Interbrigate" per sostenere il movimento separatista nel Donbass; gli uomini della milizia presero parte alle battaglie per Sloviansk e Kramatorsk, furono anche impegnati nella protezione del leader di Limonov durante la sua visita nella regione di Luhansk.
Dopo una lunga malattia, morì a Mosca il 17 marzo 2020, all'età di 77 anni, a causa del cancro.

## Omaggi e riconoscimenti
Emmanuel Carrère ha scritto una biografia romanzata di Limonov, che ha vinto il Premio Renaudot 2011. Nell'omonimo adattamento cinematografico del libro del 2024, Limonov è interpretato dall'attore britannico Ben Whishaw.

## Orientamento politico

Bandiera nazional-bolscevica

Il Partito Nazional Bolscevico (NBP) crede nella creazione di uno stato che comprenda tutta l'Europa e la Russia, così come l'Asia centrale, sotto il dominio russo (eurasiatismo). Anche se il gruppo non è mai riuscito ad ottenere lo status ufficiale di un partito politico, è stato molto attivo nelle proteste di vario genere contro il governo di Vladimir Putin; è stato messo fuorilegge e molti dei suoi militanti sono confluiti nel partito L'Altra Russia.
Fu fondato ispirandosi alle teorie di Aleksandr Dugin (che poi ne è uscito, assieme all'ala destra, fondando il Partito Eurasia), secondo cui era necessario salvare una parte dell'eredità bolscevica-sovietica (quella del "nazionalismo comunista" sovietico opposta alla corrente "internazionalista"), coniugandola con le più recenti elaborazioni della Nuova Destra e quelle di Jean Thiriart. 
Sia per sottolineare questo duplice carattere ideologico, sia per creare un'immagine "scandalosa" e dunque di sicuro impatto (come nella controcultura dei punk russi), il NBP ha adottato come proprio simbolo la falce e il martello all'interno d'un cerchio bianco su sfondo rosso, fondendo così il simbolo del comunismo al vessillo del Partito Nazionalsocialista Tedesco dei Lavoratori (NSDAP) e della Germania nazista di Adolf Hitler (con evidente richiamo al patto Molotov-Ribbentrop precedente all'operazione Barbarossa e alla grande guerra patriottica, dove la seconda guerra mondiale è vista come un'enorme guerra civile europea), in una bandiera dove la svastica nera del nazionalsocialismo è sostituita appunto dal simbolo comunista sempre dello stesso colore.
Il termine nazionalbolscevismo fu coniato negli anni '20 dall'esponente tedesco della rivoluzione conservatrice, avvicinatosi al comunismo, Ernst Niekisch, avversario di Hitler; egli influenzò anche la sinistra nazionalsocialista, poi epurata, dei fratelli Gregor e Otto Strasser (Fronte Nero), impostata sul socialismo nazionale più che sul razzismo, rispettosa delle sovranità altrui, e la corrente nazista guidata da Ernst Röhm, capo delle SA/camicie brune; questa fu liquidata nella notte dei lunghi coltelli e sostituita dalle SS (autrici di molti crimini di guerra in URSS assieme alla Wehrmacht in quanto ferocemente antislave).
Limonov ammirava in particolare Stalin, Bakunin, Julius Evola e Yukio Mishima, come si può leggere nelle sue opere. Ha avuto Alain de Benoist, ideologo della Nuova Destra, tra i suoi alleati politici. Secondo la descrizione datane da Emmanuel Carrère, i suoi miti spaziano fino a Benito Mussolini, alla Banda Baader-Meinhof e ai mistici orientali, e da Lenin ai Sex Pistols. Il partito nega accuse di razzismo e antisemitismo, celebra lo stalinismo come simbolo patriottico, ma senza voler ricreare il sistema totalitario, posizionandosi su un'idea di socialismo nazionale non comunista e non fascista, ma nemmeno anticomunista o antifascista.

## Attività militante
Durante gli anni '90 Limonov ha sostenuto i serbo-bosniaci alleati di Slobodan Milošević nella guerra civile jugoslava ed andò a combattere al loro fianco in una squadra di cecchini, collaborando forse con Arkan e le Tigri serbe, anche se probabilmente mai in azioni di guerra; la BBC ha mostrato Limonov insieme a Radovan Karadžić, ex presidente della Repubblica Serba di Bosnia ed Erzegovina accusato di crimini di guerra e genocidio contro i musulmani bosniaci assieme ad Arkan. Ha anche simpatizzato con l'Abcasia e la Transnistria nella loro lotta contro rispettivamente Georgia e Moldavia ed ha sostenuto la posizione della Russia nella guerra dell'Ucraina orientale.
Inizialmente alleato del nazionalista Vladimir Žirinovskij, è stato anche nominato ministro della sicurezza di un governo ombra da lui creato nel 1992; tuttavia ben presto prese le distanze da esso, come spiega nel libro Limonov contro Žirinovskij.
Il suo giornale è stato oggetto di azioni legali, così come il suo partito, che è stato messo fuori legge nel 2007. Numerosi attivisti NBP sono stati arrestati e alcuni condannati a lunghe pene detentive in Russia e all'estero (ad esempio, a Riga, in seguito all'occupazione della Chiesa di San Pietro, nel novembre 2000).

Nell'aprile 2001 è stato arrestato con l'accusa di terrorismo, cospirazione contro l'ordine costituzionale e traffico di armi. Sulla base di un articolo su Limonka, il governo russo lo ha accusato di tramare una rivolta nell'esercito per invadere il Kazakistan. Detenuto dapprima nel carcere di Lefortovo, il tribunale di Saratov dopo un anno in attesa di giudizio, lo ha condannato a quattro anni di carcere per l'acquisto di armi, ma è stato assolto dalle altre accuse. Limonov ha scontato due anni di prigionia prima di essere rilasciato per buona condotta, durante i quali ha scritto diversi libri e perfezionato la conoscenza delle lingue straniere. In prigione ha sostenuto di aver avuto un'illuminazione spirituale e di non essere stato tanto male, nonostante la diffusione delle droghe, delle malattie e il sovraffollamento: 

## Opere selezionate
- Il poeta russo preferisce i grandi negri [Это я - Эдичка], Milano, Frassinelli, 1985  [1978], ISBN 88-7684-027-3, SBN CFI0094783.
- (RU) История его слуги, Sankt-Peterburg, Amfora, 2007  [1982], ISBN 978-53-6700-480-9, SBN MOD1440213.
- Diario di un fallito, oppure Un quaderno segreto [Дневник неудачника, или секретная тетрадь], Roma, Odradek, 2004  [1982], ISBN 88-86973-55-1, SBN MIL0636399.
- Eddy-baby ti amo [Подросток Савенко], Milano, Salani, 2005  [1983], ISBN 88-8451-568-8, SBN UBO2721616.
- Il boia [Палач], Roma, Teti, 2019, [1982] ISBN 978-88-99918-70-5, SBN IT\ICCU\RL1\0030830
- Libro dell'acqua [Книга воды], Padova, Alet Edizioni, 2004  [2003], ISBN 88-7520-004-1, SBN LO10878550.
- Il trionfo della metafisica. Memorie di uno scrittore in prigione [Торжество метафизики], Milano, Salani, 2013  [2005], ISBN 978-88-8451-693-0, SBN UBO3988846.
- Zona industriale [В сырах], Roma, Teti, 2018  [2012], ISBN 978-88-99918-31-6, SBN RAV2076039.
- Grande ospizio occidentale [Le grand hospice occidental], Milano, Edizioni Bietti, 2023 [1993], ISBN 978-88-8248-521-4, SBN IT\ICCU\UBO\4723433